# Acalodegma vidali
Acalodegma vidali är en skalbaggsart som beskrevs av Elgueta och Cerda 2002. Acalodegma vidali ingår i släktet Acalodegma och familjen långhorningar. Inga underarter finns listade i Catalogue of Life.